# Gonomyia pilosistyla
Gonomyia pilosistyla är en tvåvingeart som beskrevs av Alexander 1973. Gonomyia pilosistyla ingår i släktet Gonomyia och familjen småharkrankar. Inga underarter finns listade i Catalogue of Life.